# Metepeira arizonica
Metepeira arizonica är en spindelart som beskrevs av Chamberlin och Ivie 1942. Metepeira arizonica ingår i släktet Metepeira och familjen hjulspindlar. Inga underarter finns listade i Catalogue of Life.